# Hibanobambusa
Hibanobambusa és un gènere de plantes de la família de les poàcies, ordre de les poals, subclasse liliid, classe dels liliòpsids, divisió dels magnoliofitins.
Aquest gènere de canyes de bambús és originari del Japó, de rizoma leptomorf. Sembla que és un híbrid natural dels gèneres Sasa i Phyllostachys. És un bambú mtitjà en què les canyes no sobrepassen els 6 metres.

## Taxonomia
Aquestes són les espècies conegudes a Europa:
- Hibanobambusa tranquillans
- Hibanobambusa tranquillans var. Shiroshima